# NRW.Invest
Die NRW.Invest GmbH (Eigenschreibweise NRW.INVEST) ist eine landeseigene Wirtschaftsförderungsgesellschaft des Bundeslandes Nordrhein-Westfalen (NRW).
Als Anlaufstelle für ausländische Investoren unterstützt NRW.Invest internationale Unternehmen bei deren Investitionsprojekten in Nordrhein-Westfalen
NRW.Invest Germany hat ihren Hauptsitz in Düsseldorf. Alleiniger Gesellschafter ist das Land Nordrhein-Westfalen.
Bei der Gründung im Jahr 1960 erhielt die damalige „Rheinisch-Westfälische Industrieförderungsgesellschaft mbH“ vom Land Nordrhein-Westfalen den Auftrag, Nachfolgeindustrien für die in die Krise geratene Montanindustrie anzuwerben.
Die NRW.Invest GmbH wurde Ende 2020 mit der NRW.International GmbH zur NRW.Global Business GmbH verschmolzen.

## Aufgaben
NRW.Invest bietet ausländischen Investoren Serviceleistungen während des Ansiedlungsprozesses an. Dabei arbeitet die Gesellschaft mit der Landesregierung und den regionalen und kommunalen Wirtschaftsförderungseinrichtungen in Nordrhein-Westfalen zusammen.
NRW.Invest informiert über Nordrhein-Westfalen als Investitionsstandort, die Wirtschaft Nordrhein-Westfalens und die Branchencluster des Landes sowie über steuerliche und rechtliche Aspekte der Geschäftsansiedlung in Deutschland.
Häufig vermittelt NRW.Invest auch zwischen Investoren und Verwaltung, wie z. B. der Bundesagentur für Arbeit, dem Ausländeramt und dem Bauamt.
Auch nach der Ansiedlung unterstützt NRW.Invest die ausländischen Investoren.
NRW.Invest arbeitet mit internationalen Institutionen zusammen. Die Gesellschaft ist beispielsweise Mitglied von Organisationen wie der Deutsch-Französischen Industrie- und Handelskammer, der American Chamber of Commerce in Germany, British Chamber of Commerce in Germany, ChemCologne, ChemSite, die Deutsch-Britische Industrie- und Handelskammer, der Türkisch-Deutschen Industrie- und Handelskammer und der Deutsch-Chinesischen Wirtschaftsvereinigung (DCW) e. V.

## Auslandsaktivitäten
Neben dem Hauptsitz in Düsseldorf ist das Unternehmen mit zwei Tochtergesellschaften und 14 Außenbüros international vertreten. Repräsentanzen unterhält NRW.Invest in Chengdu, Guangzhou, London, Nanjing, Shanghai Sichuan, Peking, Seoul, Silicon Valley, St. Petersburg, Moskau, Tel Aviv und Warschau.